# Landschaftsschutzgebiet Langholter Meer und Rhauder Meer
Das Langholter Meer und Rhauder Meer ist ein Landschaftsschutzgebiet auf dem Gebiet des Landkreises Leer im Nordwesten des Bundeslandes Niedersachsen. Es trägt die Nummer LSG LER 00014. Als untere Naturschutzbehörde ist der Landkreis Leer für das Gebiet zuständig.

## Beschreibung des Gebiets
Das am 28. Januar 2009 ausgewiesene Landschaftsschutzgebiet umfasst eine Fläche von 2,04 Quadratkilometern und liegt auf Teilbereichen der Gemeinden Rhauderfehn und Ostrhauderfehn.
Als Meere werden in Ostfriesland Binnenseen bezeichnet. Das Rhauder und das Langholter Meer bildeten ursprünglich den Mündungsbereich des Burlage-Langholter Tiefs. Durch den Bau des Hauptfehnkanals wurden sie voneinander getrennt. Das Rhaudermeer ist seither komplett von der Wasserzufuhr abgeschnitten und inzwischen vollständig verlandet. Das Langholter Meer wurde durch Abdeichungen zu einem Hochwasserrückhaltepolder mit bedarfsweiser winterlicher Flutung. Der Wasserabfluss erfolgt seither über einen westlich des Polders bis zum Hauptfehnkanal verlaufenden Umgehungskanal des Burlage-Langholter Tiefs.
Das Gebiet zeichnet sich nach Ansicht des Landkreises Leer durch „eine Vielfalt terrestrischer und aquatischer Lebensräumen, Weidensumpfgebüsche nährstoffreicher und nährstoffärmerer Ausprägung, Grünlandbrachen mit mäßig nährstoffreichen Sümpfen, seggen-, binsen- und hochstaudenreiche Nasswiesen, sonstiges artenreiches und artenarmes Grünland verstärkt an den Rändern des engen Talraumes sowie entwässerte Erlenwaldparzellen und Erlenbruchwald in teilweise hervorragender Ausprägung“ aus.

## Schutzzweck
Wesentlicher Schutzzweck sind die „Erhaltung und Entwicklung der besonderen Eigenart, Vielfalt und Schönheit des Langholter Meeres und des Rhauder Meeres“.